# Jürg Conzett

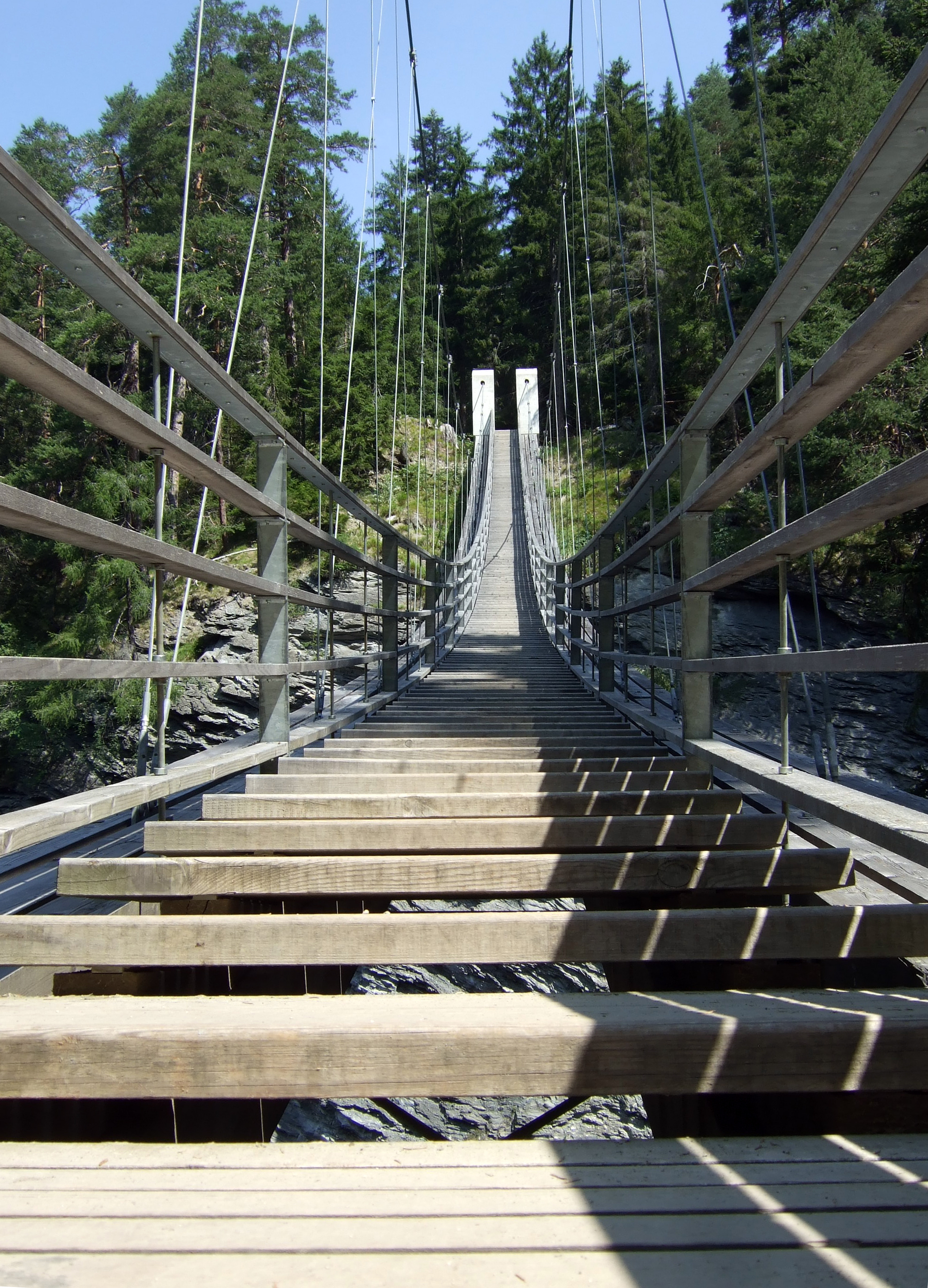
2. Traversiner Steg

Jürg Conzett (* 28. September 1956 in Aarau) ist ein Schweizer Bauingenieur. Er zählt neben Robert Maillart, Heinz Isler und Christian Menn zu den bedeutendsten Schweizer Brückenbauern.

## Werdegang
Jürg Conzett wuchs als Sohn eines Vermessungsingenieurs auf und besuchte die Kantonsschule Freudenberg in Zürich von Jacques Schader. Conzett studierte zwischen 1975 und 1977 Bauingenieurwesen an der EPF Lausanne und zwischen 1978 und 1980 an der ETH Zürich. 1980 diplomierte er unter Pierre Dubas und war anschliessend von 1981 bis 1987 im Atelier von Peter Zumthor tätig. 1988 machte Conzett sich als Bauingenieur in Haldenstein selbständig, war ab 1992 Teilhaber des Ingenieurbüros Branger & Conzett (ab 1996 Branger Conzett und Partner) und ab 1998 im Ingenieurbüro Conzett Bronzini Gartmann in Chur. Er war von 2007 bis 2019 Präsident der Gesellschaft für Ingenieurbaukunst. Ab 2015 wurde daraus Conzett Bronzini Partner. Auf der 12. Internationalen Architekturausstellung auf der Biennale in Venedig 2010 entwarf er den Schweizer Pavillon.
Lehrtätigkeit
1987 bis 2004 war er Dozent für Holzbau an der Fachhochschule Graubünden. 2011 war er Gastdozent an der Graduate School of Design der Harvard University.
Mitgliedschaften
2004 bis 2016 war er in der Denkmalpflegekommission der Stadt Zürich und von 2006 bis 2019 in der Eidgenössischen Kommission für Denkmalpflege. Er ist Mitglied im Schweizerischen Ingenieur- und Architekten-Verein, Fachgruppe für Brücken- und Hochbau des SIA und Internationale Vereinigung für Brücken- und Hochbau. Er ist Gastmitglied im Bund Schweizer Architekten und im Royal Institute of British Architects.

## Bauten
eigene Arbeiten

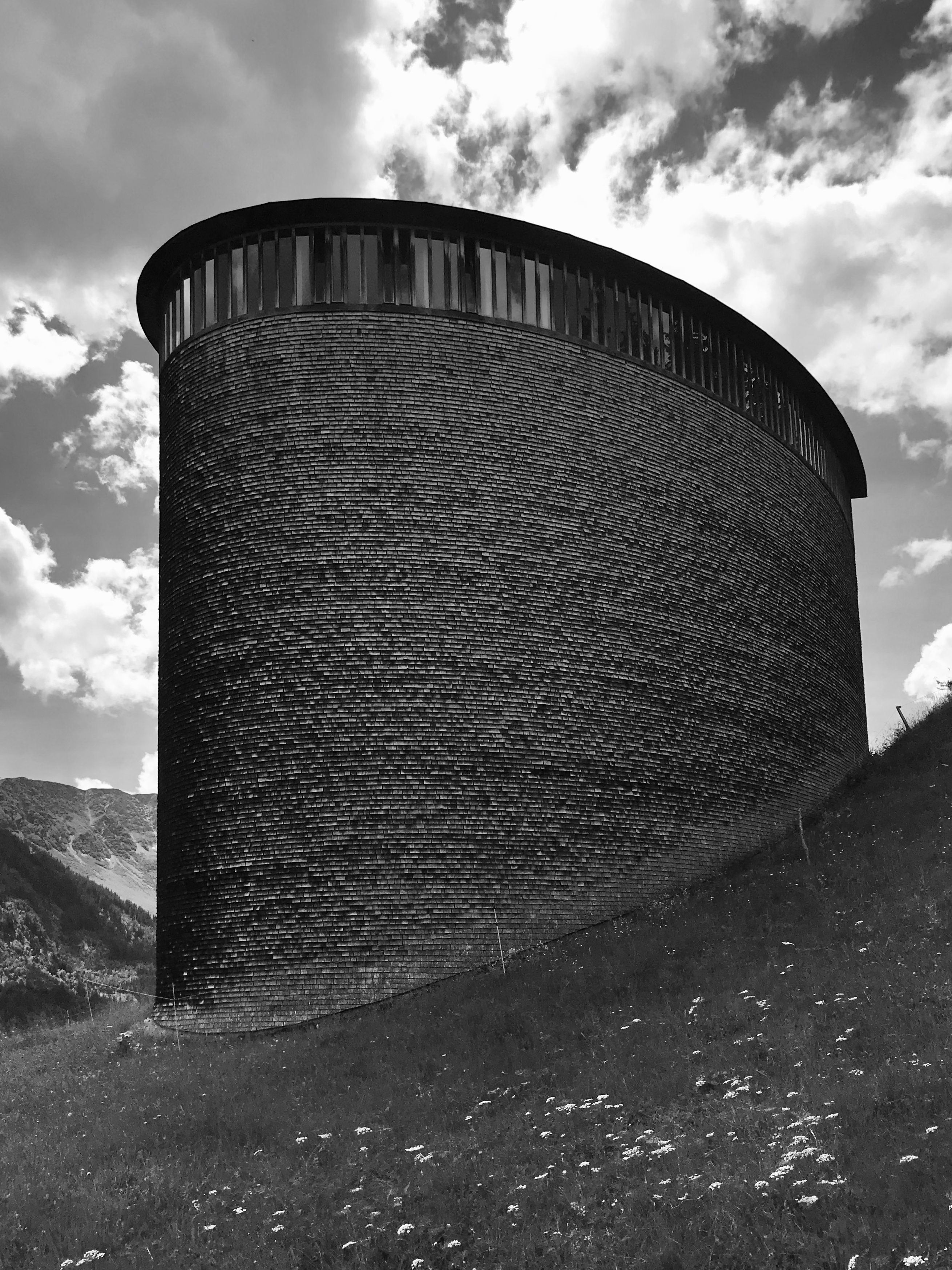
Kapelle Sogn Benedetg, Sumvitg

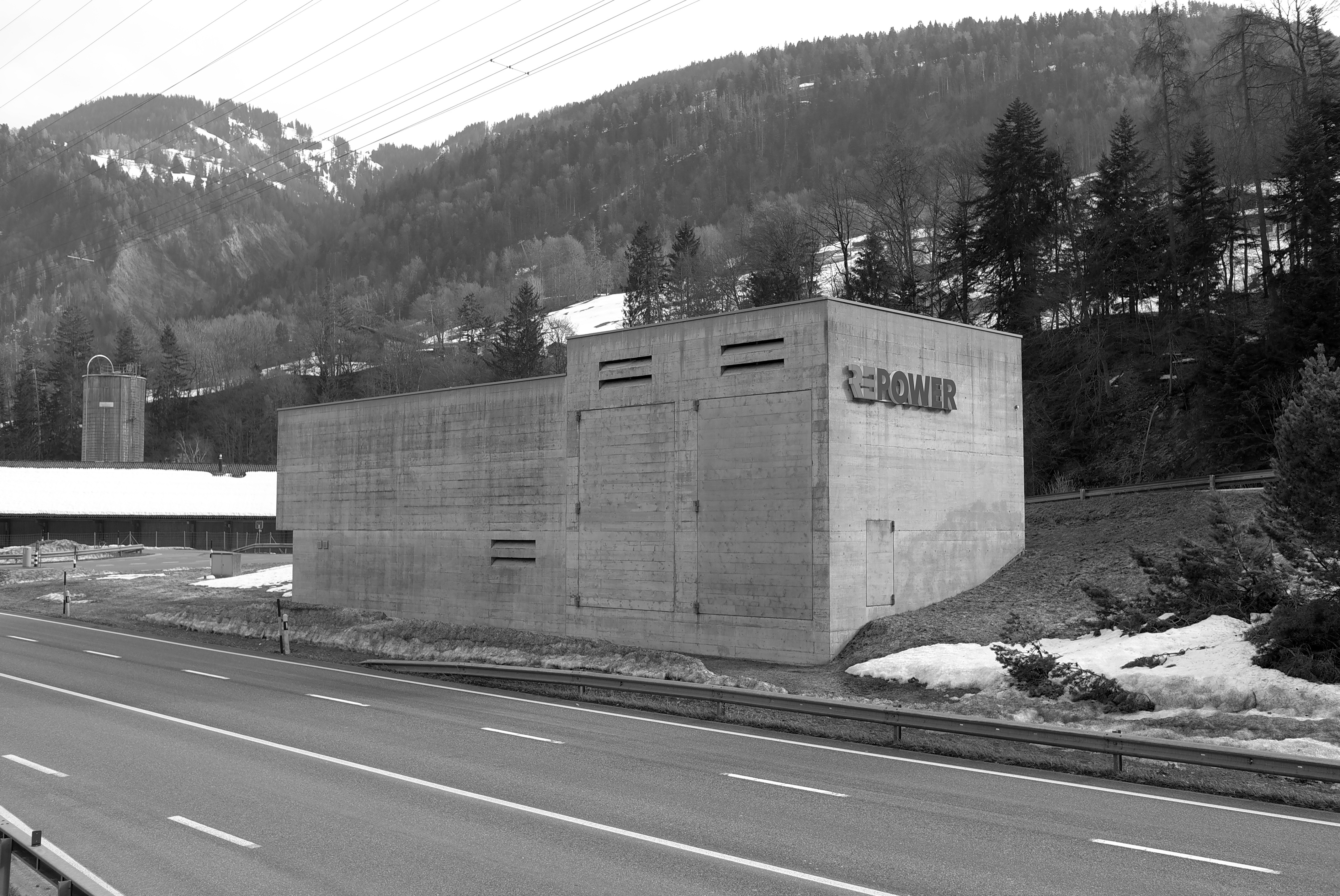
Unterwerk, Vorderprättigau

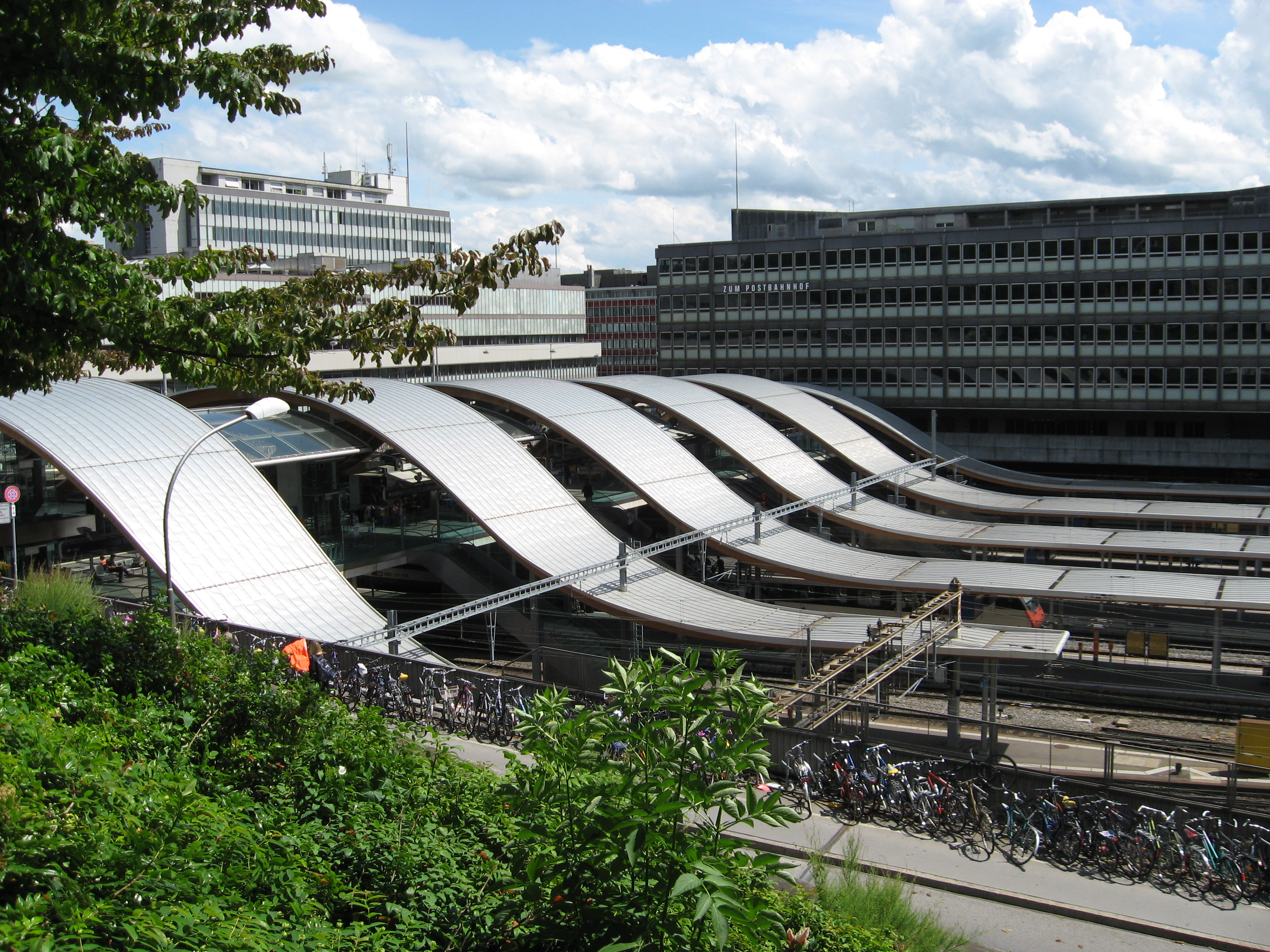
Welle von Bern

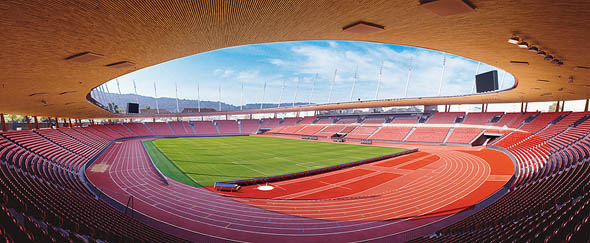
Letzigrund, Zürich

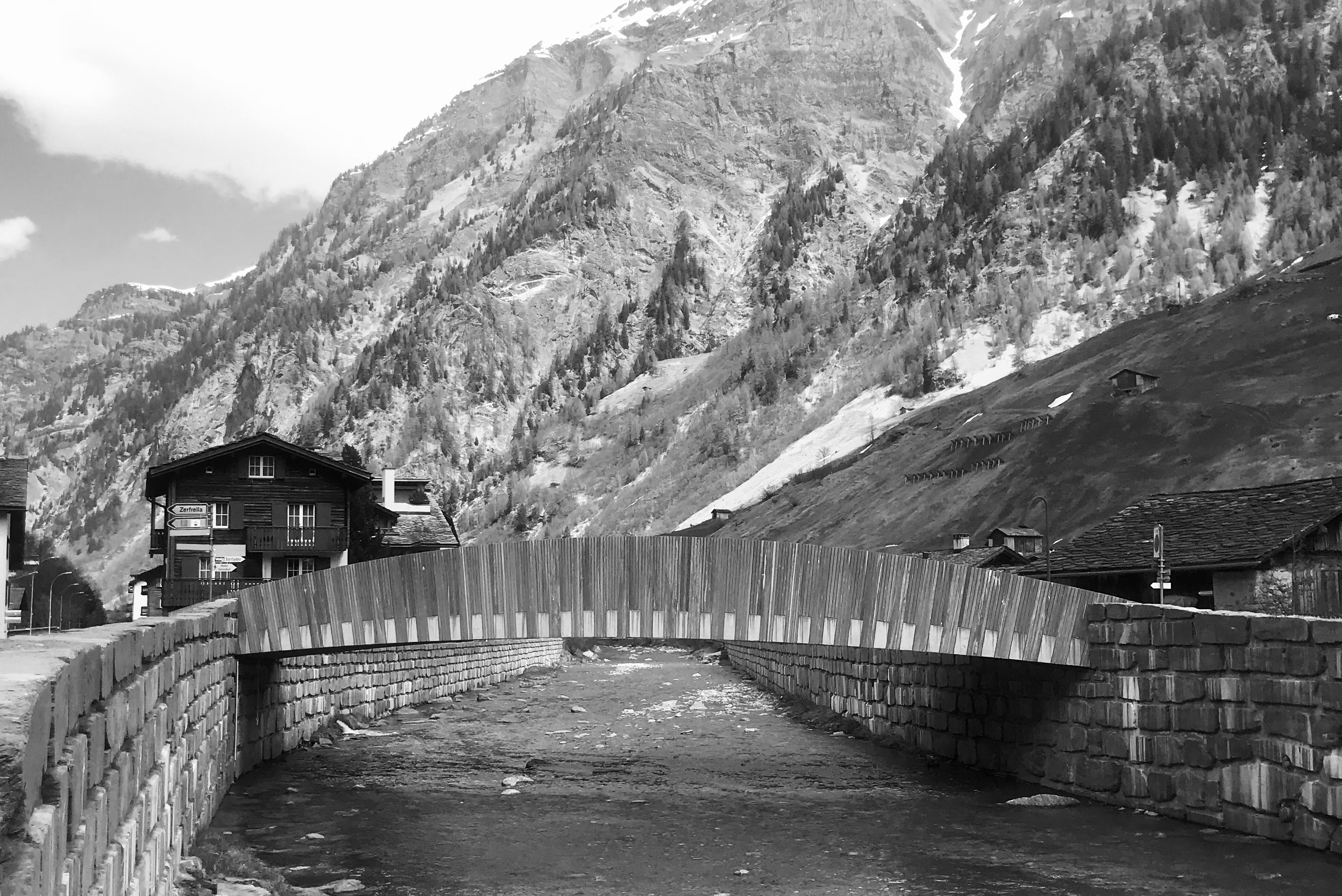
Valserrheinbrücke, Vals

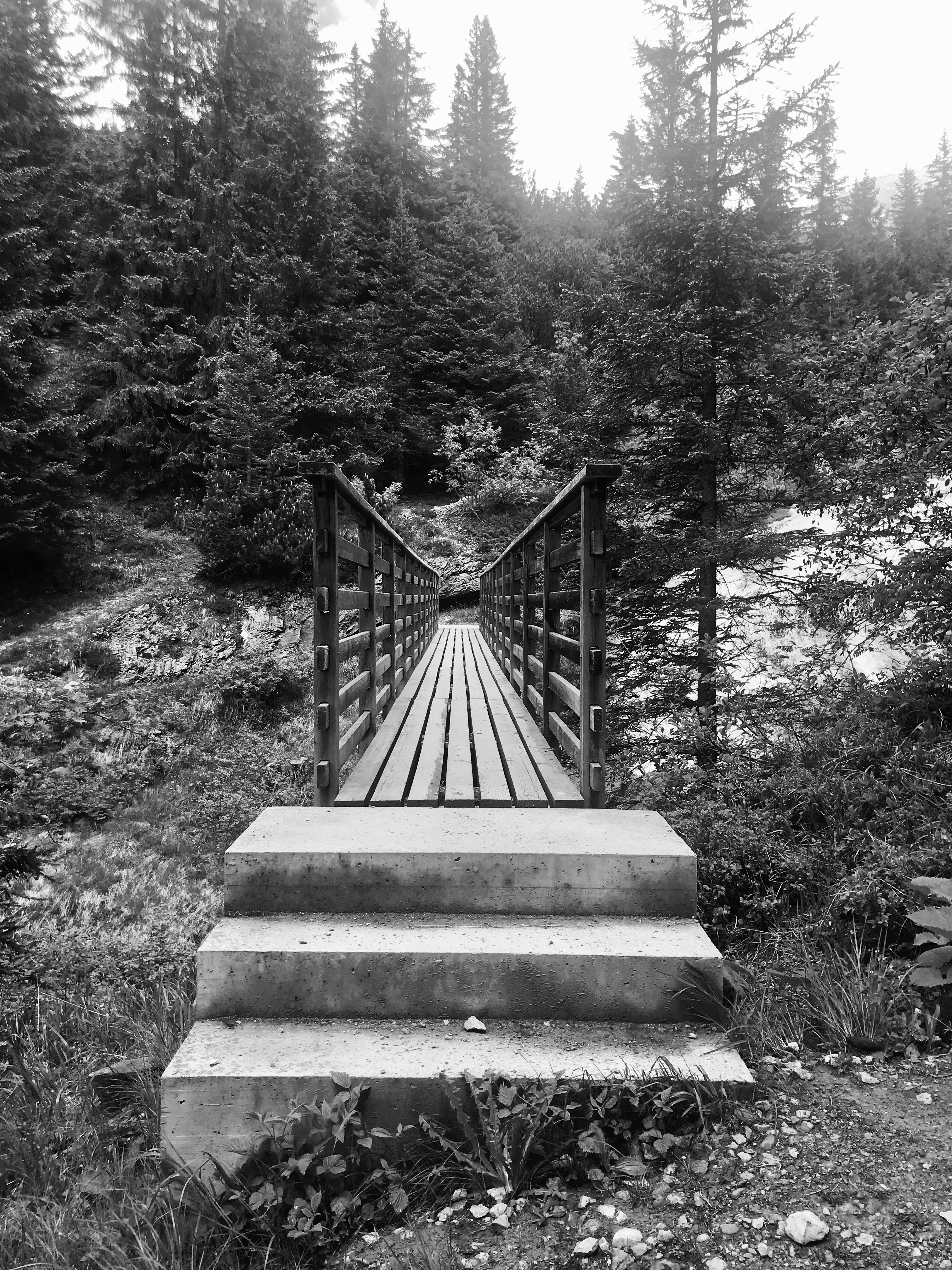
Trutg dil Flem, Flims

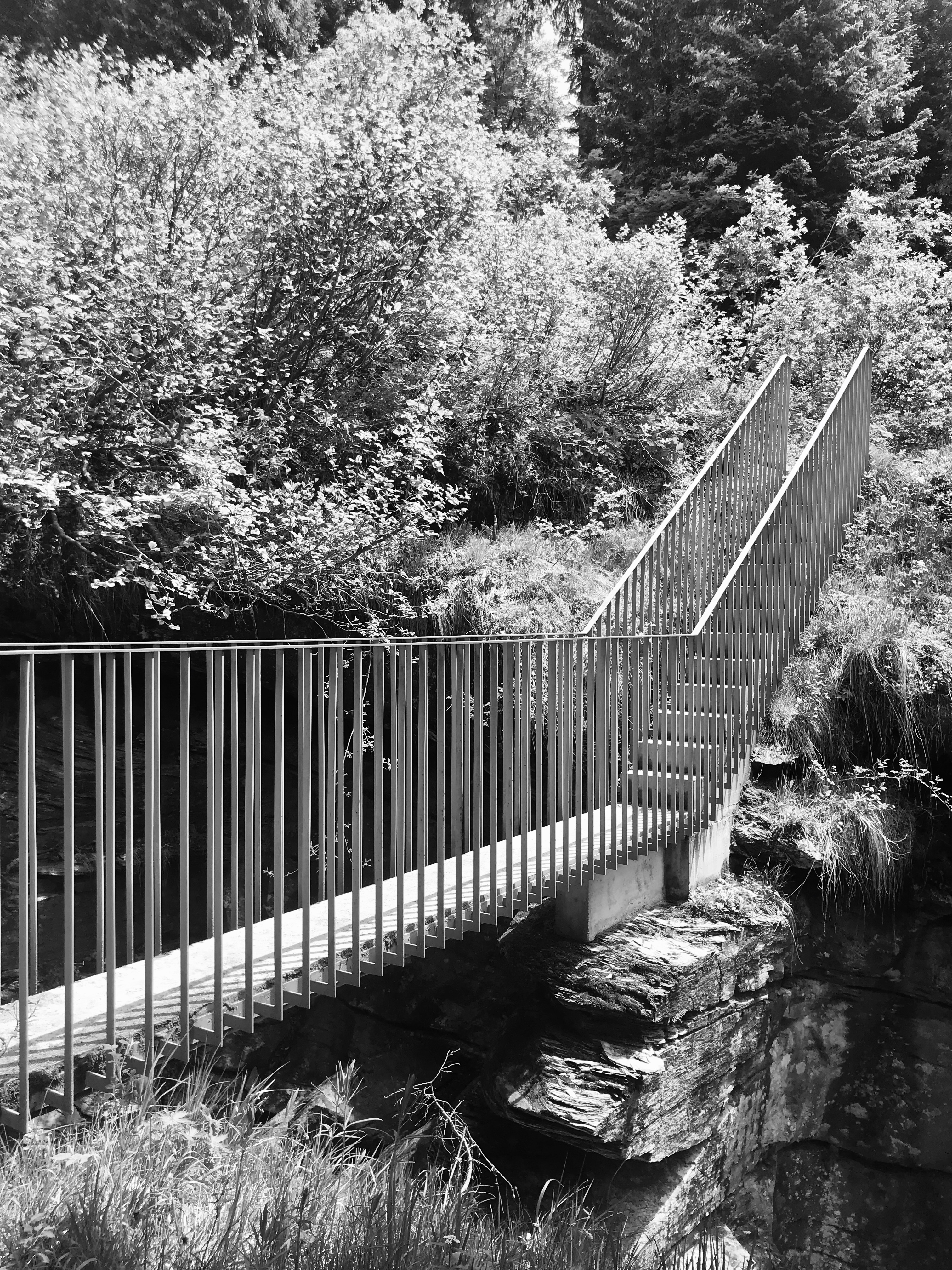
Trutg dil Flem, Flims

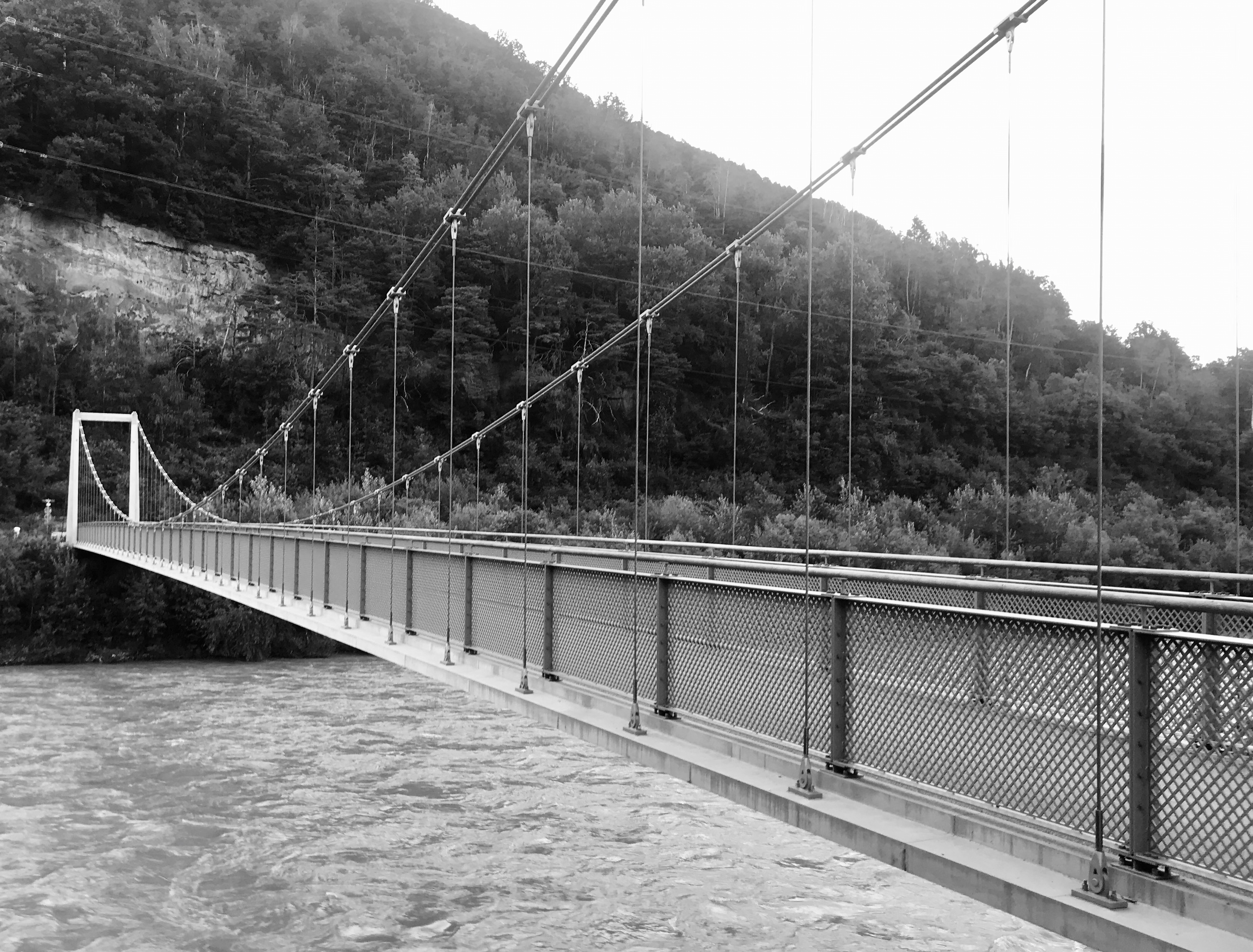
Pardislabrücke, Chur – Haldenstein

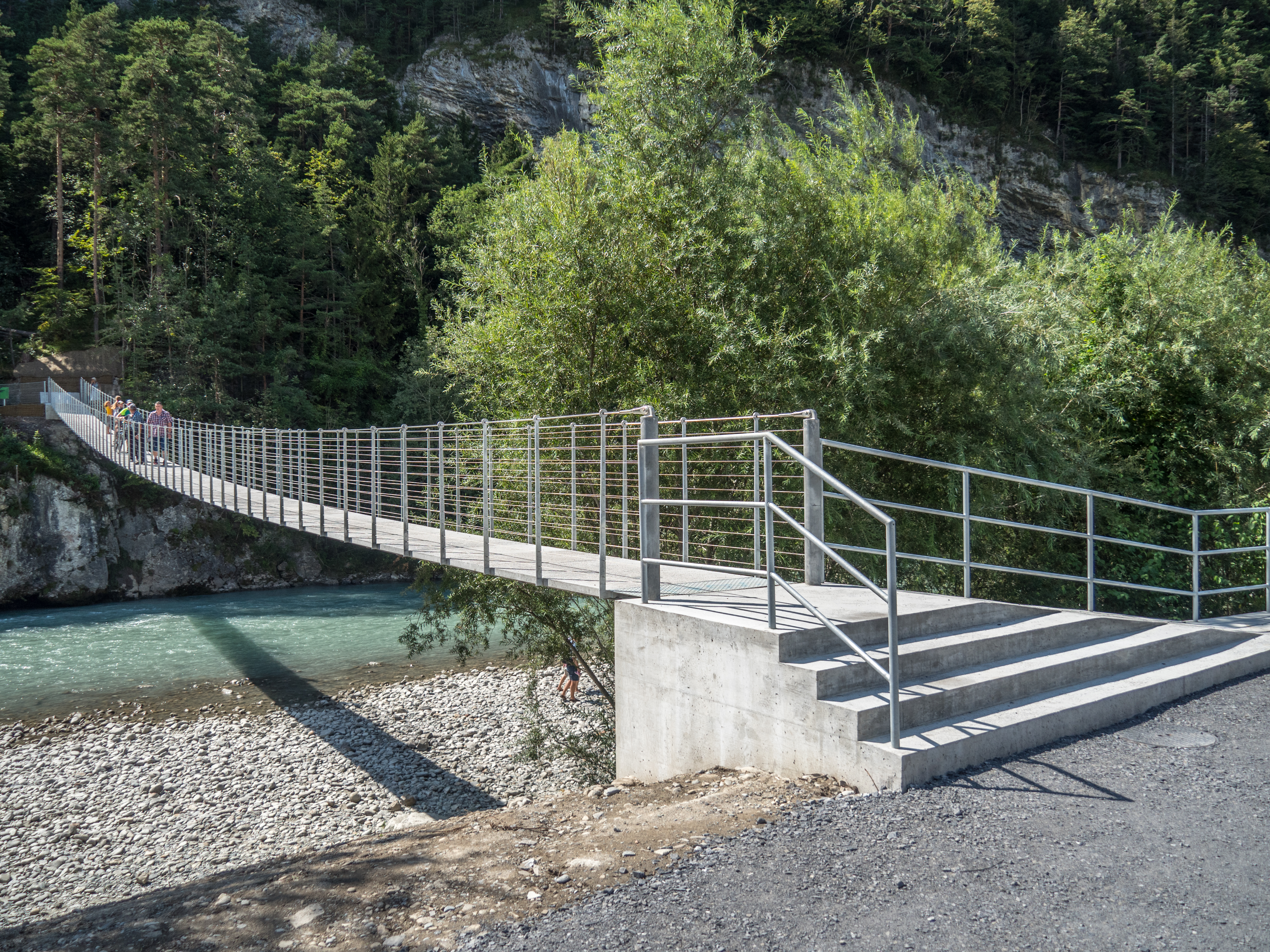
Ryysboogäbriggä, Erstfeld

- 1985–1986: Atelier Zumthor, Haldenstein (Architekt: Peter Zumthor)
- 1988: Kapelle Sogn Benedetg, Sumvitg (Architekt: Peter Zumthor)[3]
- 1996: 1. Traversiner Steg, Viamala
- 2000: Klangkörper Schweiz – der Expo 2000, Hannover (Architekt: Peter Zumthor)[4]
- 2009: Valserrheinbrücke, Vals (Architekt: Peter Zumthor)[5]
- 2013: Trutg dil Flem, Flims

als Partner im Büro Branger & Conzett
- 1991–1992: Haus Conrad-Lardelli, Chur (Architekt: Gioni Signorell)[6]
- 1993: Hochschule für Technik und Wirtschaft, Chur (Architekt: Jüngling & Hagmann)[7]
- 1994: Wohnhaus, Malans (Architekt: Hans-Ulrich Minnig)
- 1993–1994: Unterwerk Vorderprättigau der Bündner Kraftwerke, Seewis im Prättigau (Architekt: Conradin Clavuot)[8]
- 1993–1995: Mursteg, Murau (Architekt: Meili Peter und Astrid Staufer)[9]
- 1994–1995: Schulhaus, Duvin (Architekt: Gion A. Caminada)[10]
- 1995: Schul- und Gemeindezentrum, Mastrils (Architekt: Jüngling Hagmann)[11]
- 1995–1996: Niedrigenergiehäuser, Domat/Ems (Architekt: Dietrich Schwarz)[12]
- 1997: Unterwerk Albanatscha, Silvaplana (Architekt: Hans-Jörg Ruch)[13]
- 1997: Unterstand – Kaserne, Chur
- 1996–1999: Schulhaus St. Peter (Architekt: Conradin Clavuot)[14]

als Partner im Büro Conzett Bronzini Gartmann
- 1990–1999: Erweiterung und Neubau Holzfachschule Biel (Architekt: Meili Peter)[15]
- 1998–1999: Erschliessungssystem der Burg Gräpplang, Flums (Architekt: Michael Hemmi)[16]
- 1999: Gelbes Haus, Flims (Architekt: Valerio Olgiati)
- 1999: Pùnt da Suransuns, Viamala
- 1995–2000: Swiss Re – Centre for Global Dialogue (Architekt: Meili Peter, Landschaftsarchitekt: Kienast Vogt + Partner)
- 1996–2000: Volta-Schulhaus, Basel (Architekt: Miller Maranta)
- 2000: Rossboden Garage, Chur (Architekt: Conradin Clavuot)[17]
- 2000: Stellwerk Vorbahnhof, Zürich (Architekt: Gigon Guyer)
- 2001–2002: Erweiterung Wohnhaus, Bad Ragaz (Architekt: Pablo Horváth)[18]
- 2002: Wohn- und Atelierhaus Zumthor, Haldenstein (Architekt: Peter Zumthor)
- 2002: Markthalle, Aarau (Architekt: Miller Maranta)[19]
- 2002: Pont sur la Coupure, Flandern
- 2002: Coupurebrug, Brügge
- 2001–2004: Erweiterung Villa Garbald, Castasegna (Architekt: Miller Maranta)
- 2001–2005: Haus K+N, Wollerau (Architekt: Valerio Olgiati)
- 2005: 2. Traversinersteg, Viamala (1999: Zerstörung durch Felssturz)
- 2005: Welle von Bern
- 2002–2006: Hardturm Stadion, Zürich (Architekt: Meili Peter)
- 2005–2007: Letzigrund, Zürich (Architekt: Bétrix & Consolascio mit Frei & Ehrensperger)
- 2007: Atelier Bardill, Scharans (Architekt: Valerio Olgiati)
- 2002–2008: Landtagsgebäude, Vaduz (Architekt: Hansjörg Göritz)
- 2008–2009: Eingangsbereich des Grossratsgebäudes, Chur (Architekt: Valerio Olgiati)
- 2009: Umbau und Aufstockung Altes Hospiz, St. Gotthard (Architekt: Miller Maranta)[20]
- 2009: Valserrheinbrücke, Vals
- 2010: Aaresteg Mülimatt, Windisch
- 2006–2011: Zug-Schleife, Zug (Architekt: Valerio Olgiati und Landschaftsarchitekt Maurus Schifferli)
- 2007–2011: Schulhaus Grono (Architekt: Raphael Zuber)
- 2005–2012: Bundesverwaltungsgericht, St. Gallen (Architekt: Staufer & Hasler)
- 2008–2011: Hörsaal Weber, Landquart (Architekt: Valerio Olgiati)[21]
- 2007–2012: Sanierung Schulhaus Feldli, St. Gallen (Architekt: Andy Senn)
- 2013: Wohnhaus, Arosa (Architekt: Men Duri Arquint)[22]
- 2013: Baufeld E, Europaallee Zürich (Architekt: Caruso St. John und Bosshard Vaquer)
- 2013: Bundesstrafgericht, Bellinzona (Architekt: Bearth Deplazes und Durisch Nolli)
- 2013: Wohnhaus, Flims (Architekt: Peter Kunz)
- 2013: Pavillon Museum Rietberg, Zürich (Architekt: Shigeru Ban)
- 2014: Hallenbad, St. Moritz (Architekt: Bearth Deplazes und Morger Dettli)
- 2015: Fussgängerbrücken Murg-Auen-Park, Frauenfeld

als Partner im Büro Conzett Bronzini Partner
- 2017: Pardislabrücke, Chur – Haldenstein
- 2019: Langsamverkehrsbrücke Rhein, Buchs – Vaduz
- 2020: Negrellisteg, Zürich
- seit 2018: Los Angeles County Museum of Arts (Architekt: Peter Zumthor)
- 2017–2019: Kunstzentrum Z33, Hasselt (Architektin: Francesca Torzo)[23][24]
- 2016–2020: Erweiterung Pädagogische Hochschule, Kreuzlingen (Architekt: Beat Consoni)
- 2020: Umbau und Erweiterung von Kongresshaus und Tonhalle, Zürich (Architekt: Diener Diener und Boesch Architekten)
- 2020: Kunsthalle, Göschenen (Architekt: Burkhalter Sumi)
- 2020: Lindt Chocolate Competence Center, Kilchberg (Architekt: Christ Gantenbein)
- 2020: Ryysboogäbriggä, Erstfeld[25]
- 2022: Chamanna Cluozza, Zernez (Architekt: Capaul Blumenthal)
- Aarestege, Rupperswil
- Aarestege, Auenstein

## Auszeichnungen und Preise
- 1996: Shortlist – Mies van der Rohe Award für Mursteg, Murau[26]
- 2007: Anerkennungspreis des Kantons Graubünden
- 2008: Schelling-Medaille
- 2011: Anerkennungspreis der Stadt Chur
- 2018: Fritz-Leonhardt-Preis
- 2018: Ehrenmitglied SIA Dr. h.c. Accademia di Architettura Mendrisio
- 2018: Piranesi Award für Galerie n09 – z33, Hasselt[27]
- 2019: Anerkennungspreis des Kanton Graubünden
- 2021: International Award of Merit in Structural Engineering[28]
- 2021: Prix Acier für Negrellisteg, Zürich
- 2022: Prix Meret Oppenheim
- mehrfach Auszeichnung für gute Bauten Graubünden
- mehrfach Neues Bauen in den Alpen
- mehrere Architekturpreise Beton
- mehrere Schweizer Holzbaupreise

## Ehemalige Mitarbeiter
- 1993–1996: Plácido Pérez[29]
- 1994–2006: Martin Valier

## Vorträge
- 2010: NOW? Jurg Conzett in Conversation with Mohsen Mostafavi
- 2011: Looking At My Desk – Jurg Conzett
- 2012: Jürg Conzett – Remarques concernant la conception des structures
- 2015: Jurg Conzett – Structures – A Personal View of Engineering

## Filmografie
- Trutg dil Flem Seven Bridges | Jürg Conzett

## Belege
1. ↑  Peters, Tom F: Der entwerfende Schweizer Ingenieur : Robert Maillart, Christian Menn und Jürg Conzett. In: Bündner Monatsblatt, Heft 4, 2004. Abgerufen am 9. Juni 2021 (deutsch).
2. ↑  Looking At My Desk – Jurg Conzett. Abgerufen am 16. März 2021 (englisch).
3. ↑  nextroom-architektur im netz: Einheit von Architektur und Ingenieurskunst. Abgerufen am 1. März 2021.
4. ↑  Die Schweiz als Reise der Sinne : der ExpoPavillon von Zumthor. In: www.e-periodica.ch. ETH Zürich, abgerufen am 7. März 2021 (deutsch).
5. ↑  Wasser zähmen : Brückenbauer Conzett und Zumthor bändigen den Valser Fluss. In: www.e-periodica.ch. ETH Zürich, abgerufen am 7. März 2021 (deutsch).
6. ↑  Grigioni – Cultura architettonica | pagetitle_address. Abgerufen am 10. März 2021.
7. ↑  Graubünden – Baukultur | Bauwerke. Abgerufen am 8. März 2021.
8. ↑  Auszeichnung guter Bauten im Kanton Graubünden. In: e-periodica. Abgerufen am 10. Januar 2021 (deutsch).
9. ↑  nextroom-architektur im netz: Mursteg, Marcel Meili, Markus Peter Architekten, Jürg Conzett – Murau (A) – 1995. Abgerufen am 7. März 2021.
10. ↑  Schulhaus Duvin by Gion A. Caminada (803AR) — Atlas of Places. Abgerufen am 11. März 2021.
11. ↑  Graubünden – Baukultur | Bauwerke. Abgerufen am 8. März 2021.
12. ↑  Graubünden - Baukultur | Bauwerke. Abgerufen am 21. Februar 2023.
13. ↑  Ruch, Hans-Jörg: Das Unterwerk Albanatscha an der Julierpassstrasse = La sous-station d'Albanatscha près du col du Julier. In: e.periodica. ETH Zürich, abgerufen am 21. April 2021 (deutsch, französisch).
14. ↑  Mehrzweckhalle und Schule by Conradin Clavuot (730AR) — Atlas of Places. Abgerufen am 10. Januar 2021.
15. ↑  Swiss School of Engineering for the Wood Industry by Meili, Peter & Partner (657AR) — Atlas of Places. Abgerufen am 11. März 2021.
16. ↑  neues Treppensystem. Abgerufen am 8. Mai 2021 (deutsch).
17. ↑  Autohaus in Chur. In: Bauwelt. Abgerufen am 10. Januar 2021 (deutsch).
18. ↑  Holzbulletin 83/2007. Abgerufen am 15. März 2021 (englisch).
19. ↑  Markthalle by Miller & Maranta (668AR) — Atlas of Places. Abgerufen am 11. März 2021.
20. ↑  Altes Hospiz St. Gotthard by Miller & Maranta (412AR) — Atlas of Places. Abgerufen am 7. März 2021.
21. ↑  BauNetz: Béton c'est bon - Hörsaal von Olgiati in Graubünden eröffnet. 1. Oktober 2010, abgerufen am 29. Mai 2022.
22. ↑  Graubünden Holz | Die Plattform für Wald und Holz. Abgerufen am 9. April 2021.
23. ↑  M. V. S. Import: Z33 – Haus für aktuelle Kunst, Design & Architektur, Hasselt (B). 31. März 2021, abgerufen am 7. Juli 2023 (deutsch).
24. ↑  BauNetz: Kunstzentrum Z33 in Hasselt | Mauerwerk | Kultur | Baunetz_Wissen. Abgerufen am 7. Juli 2023.
25. ↑  Hochparterre – Mit Druck überspannt. Abgerufen am 3. Januar 2022.
26. ↑  EUMiesAward. Abgerufen am 29. Dezember 2021.
27. ↑  Piranski dnevi arhitekture. Abgerufen am 7. Juli 2023.
28. ↑  IABSE - About. Abgerufen am 21. Februar 2023.
29. ↑  Plácido Pérez, dipl. Bauingenieure GmbH - Unternehmen. Abgerufen am 19. Januar 2022.
30. ↑  Jürg Conzett: Die Valtschielbrücke bei Donat. In: www.e-periodica.ch. Bündner Monatsblatt : Zeitschrift für Bündner Geschichte,
Landeskunde und Baukultur, abgerufen am 13. September 2023 (deutsch).

| Personendaten    | Personendaten          |
| ---------------- | ---------------------- |
| NAME             | Conzett, Jürg          |
| KURZBESCHREIBUNG | Schweizer Bauingenieur |
| GEBURTSDATUM     | 28. September 1956     |
| GEBURTSORT       | Aarau                  |